# 傑爾巴特冰架
70°30′S 4°30′W / 70.500°S 4.500°W
傑爾巴特冰架（英語：Jelbart Ice Shelf）是南極洲的冰架，位於毛德皇后地沿岸，寬70公里，挪威製圖師根據挪威、英國和瑞典探險隊在1949至1952年的照片和調查把該地區繪製於地圖中。